# Oude Joodse Begraafplaats (Praag)
De Oude Joodse Begraafplaats (Tsjechisch: Starý židovský hřbitov) is de oudste nog bestaande joodse begraafplaats van Europa. De begraafplaats ligt in de wijk Josefov in de Tsjechische hoofdstad Praag. De begraafplaats was in gebruik van 1478 tot 1786. Tegenwoordig is hij onderdeel van het Joods Museum.
Het aantal mensen dat op deze begraafplaats begraven ligt is niet vast te stellen, omdat er op sommige plaatsen meerdere lagen (12) van graven boven elkaar liggen. Ondanks de kleine oppervlakte van ongeveer één hectare wordt het aantal grafstenen op ongeveer 12.000 geschat. Vermoedelijk liggen er echter lichamen van zo'n 100.000 mensen. Een aantal bekende personen die hier zijn begraven zijn Jehoeda Löw (overleden 1609), Mordecai Meisel (1601) en David Gans (1613).
Om het ruimteprobleem te verlichten werd in 1889 de Nieuwe Joodse Begraafplaats opgericht.

## Fotogalerij

Oude Joodse Begraafplaats (Praag)
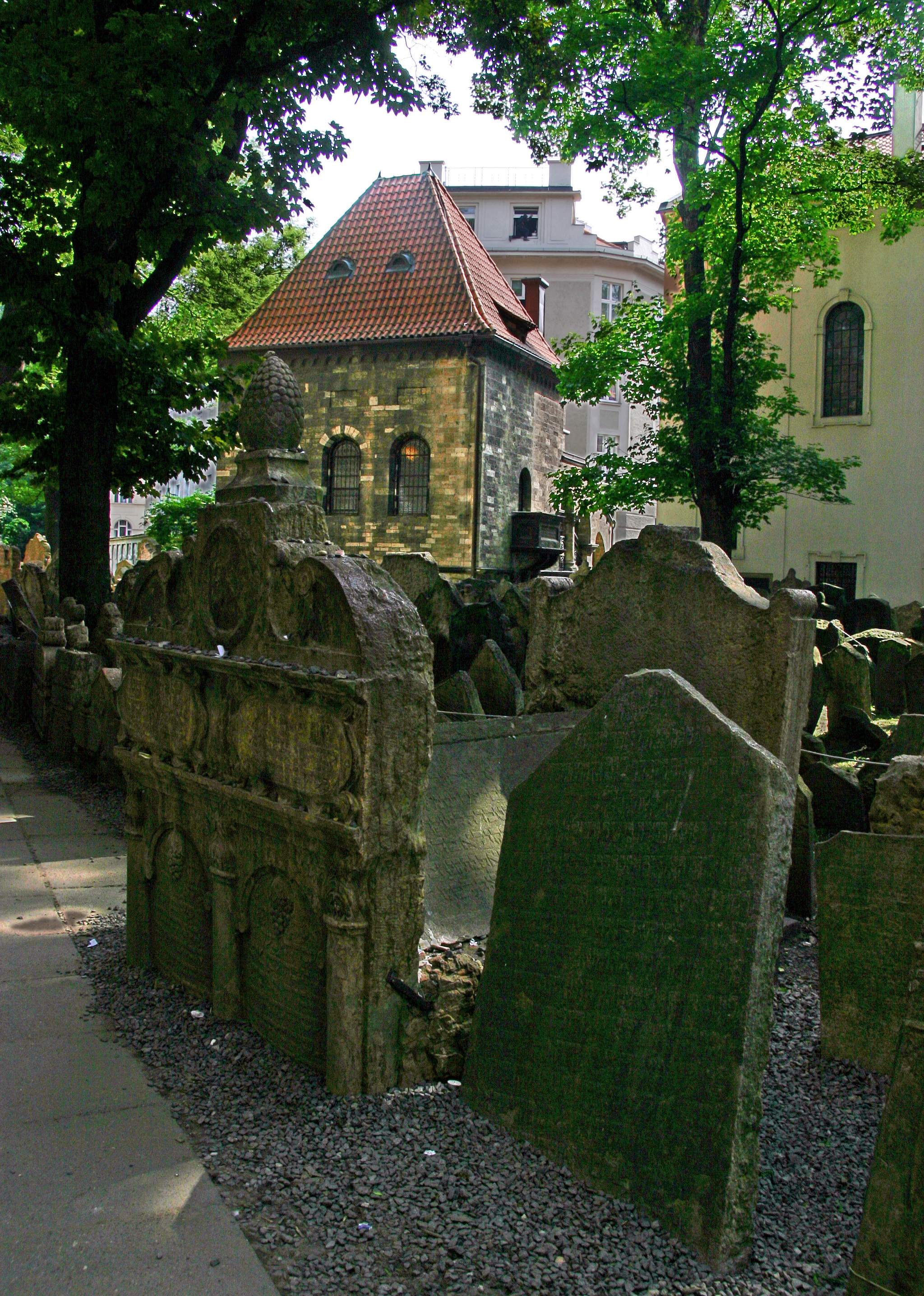
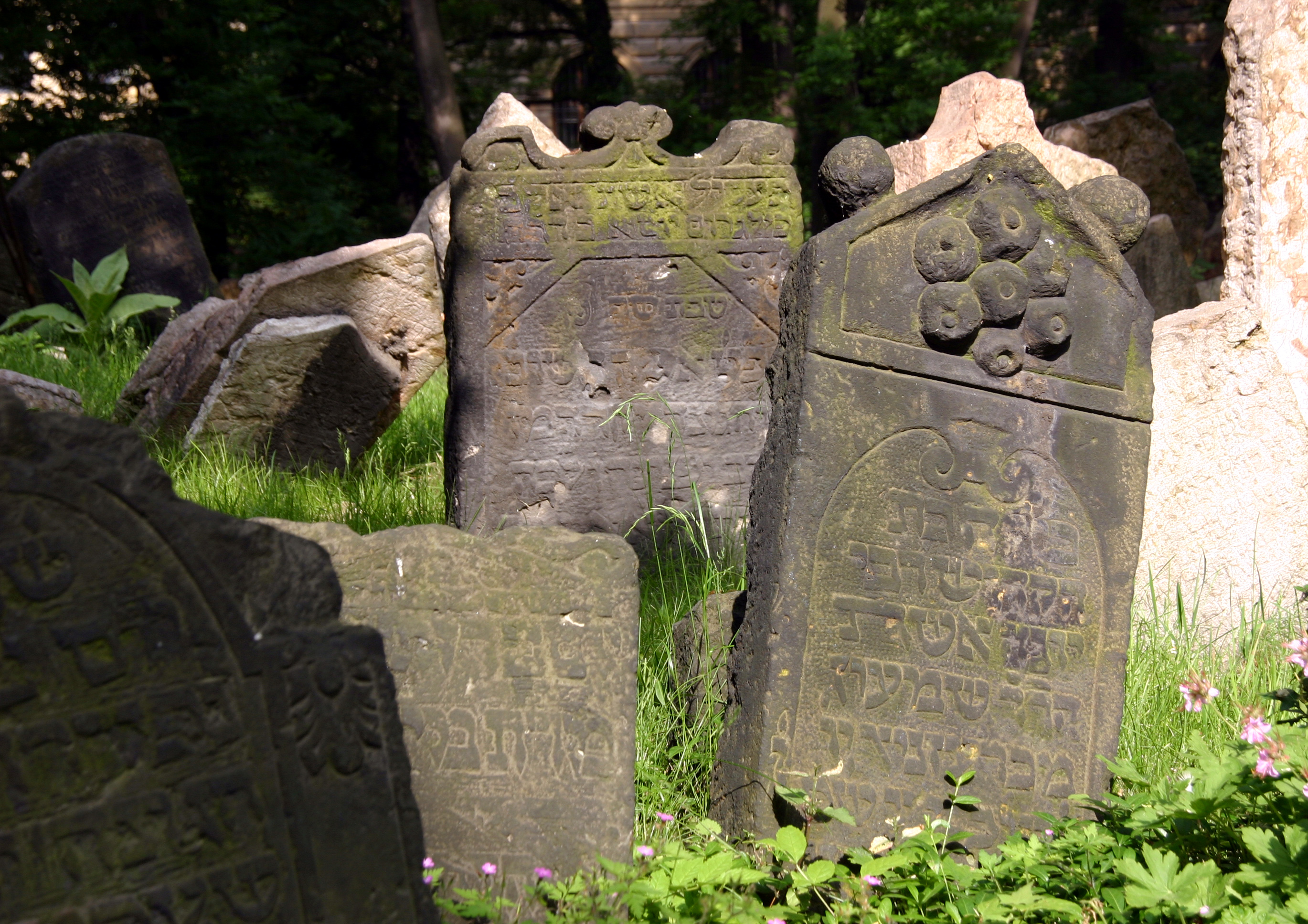
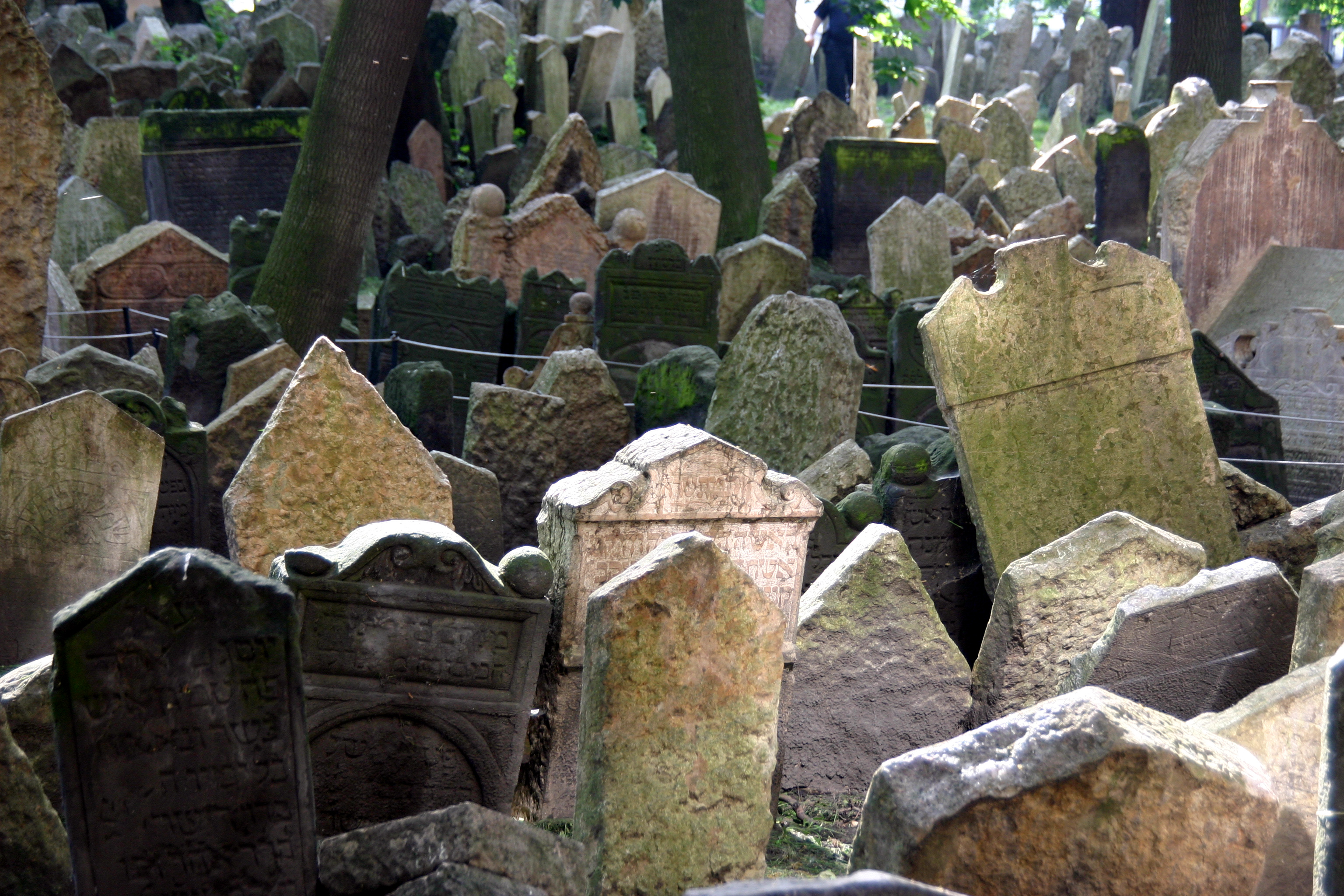
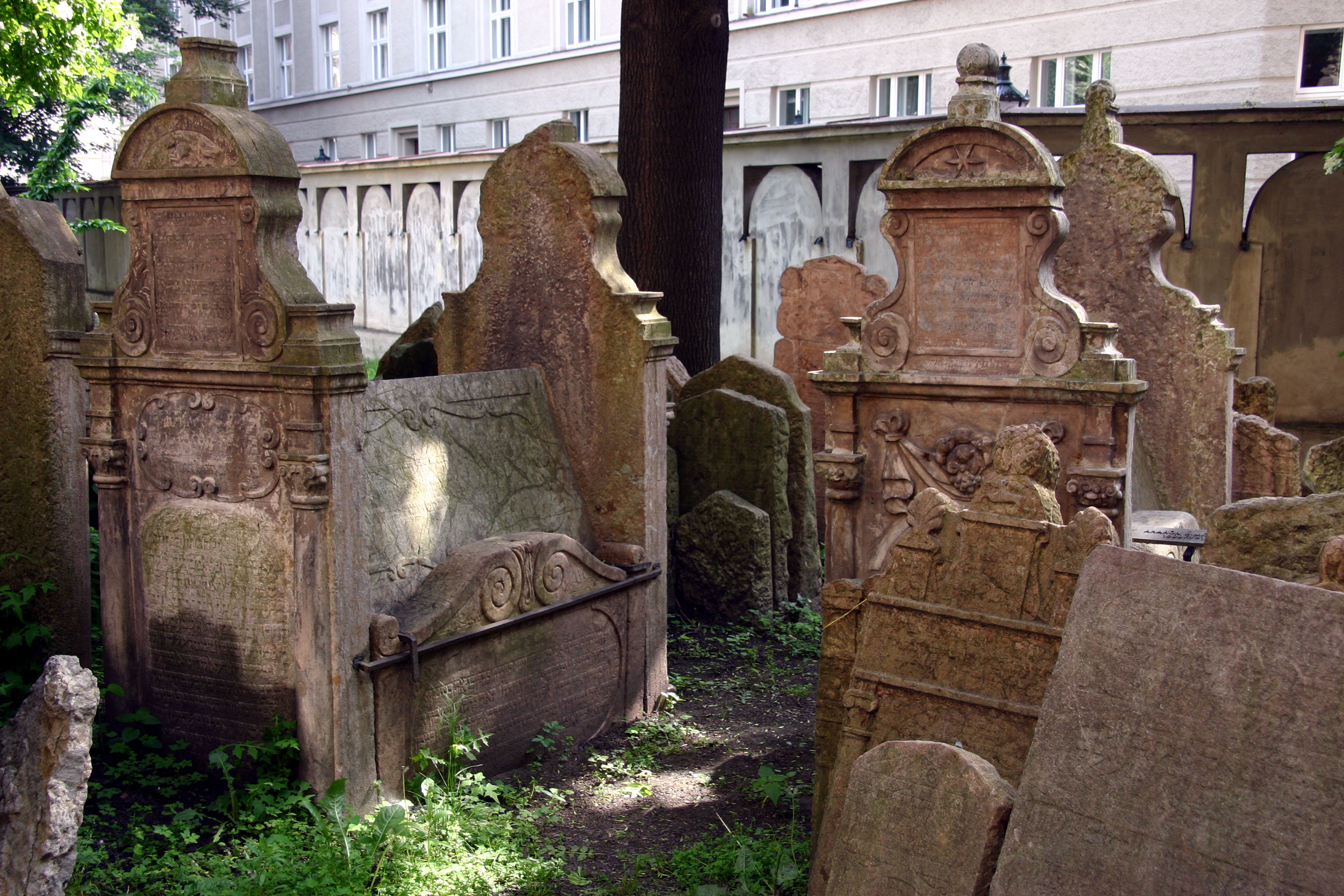
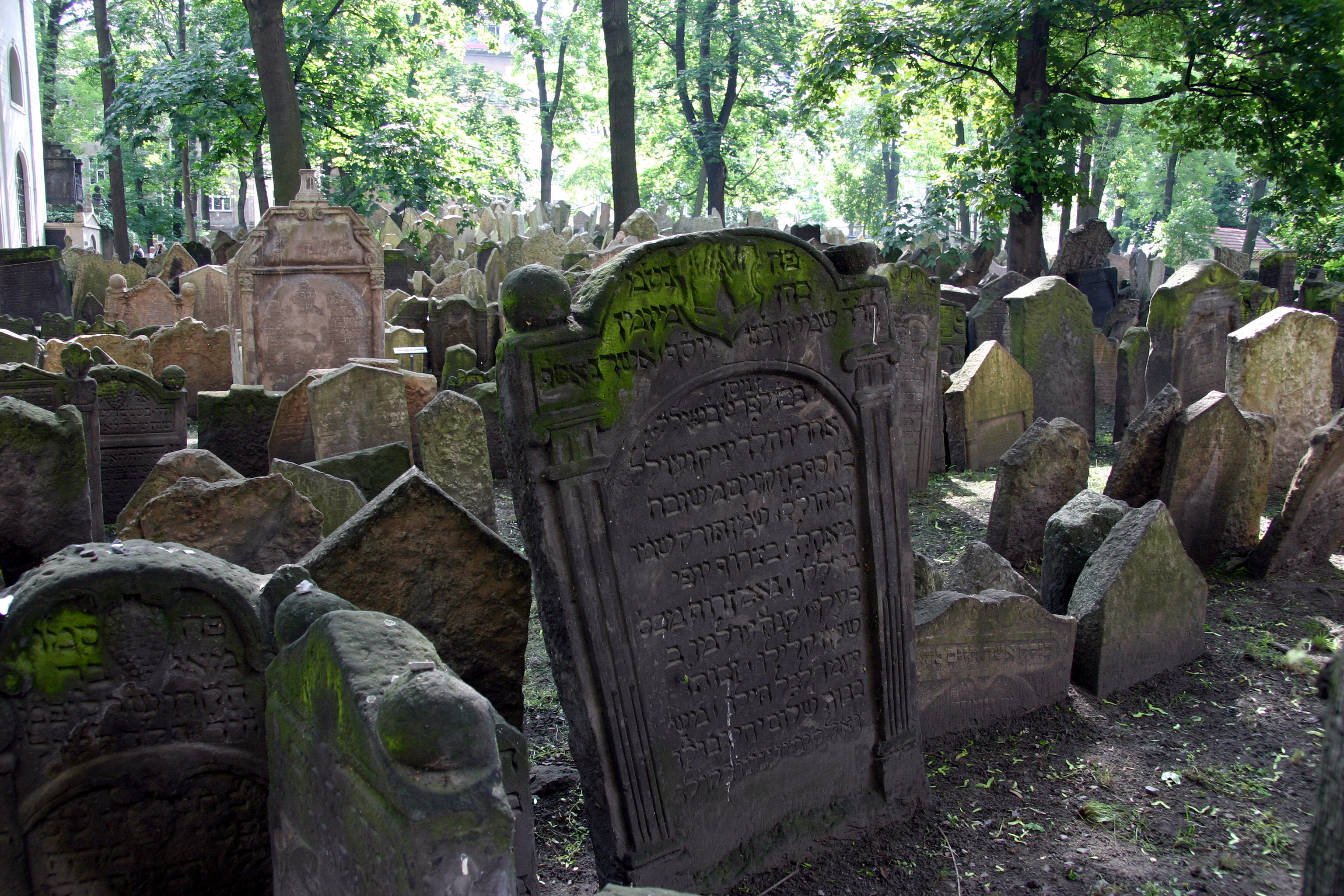
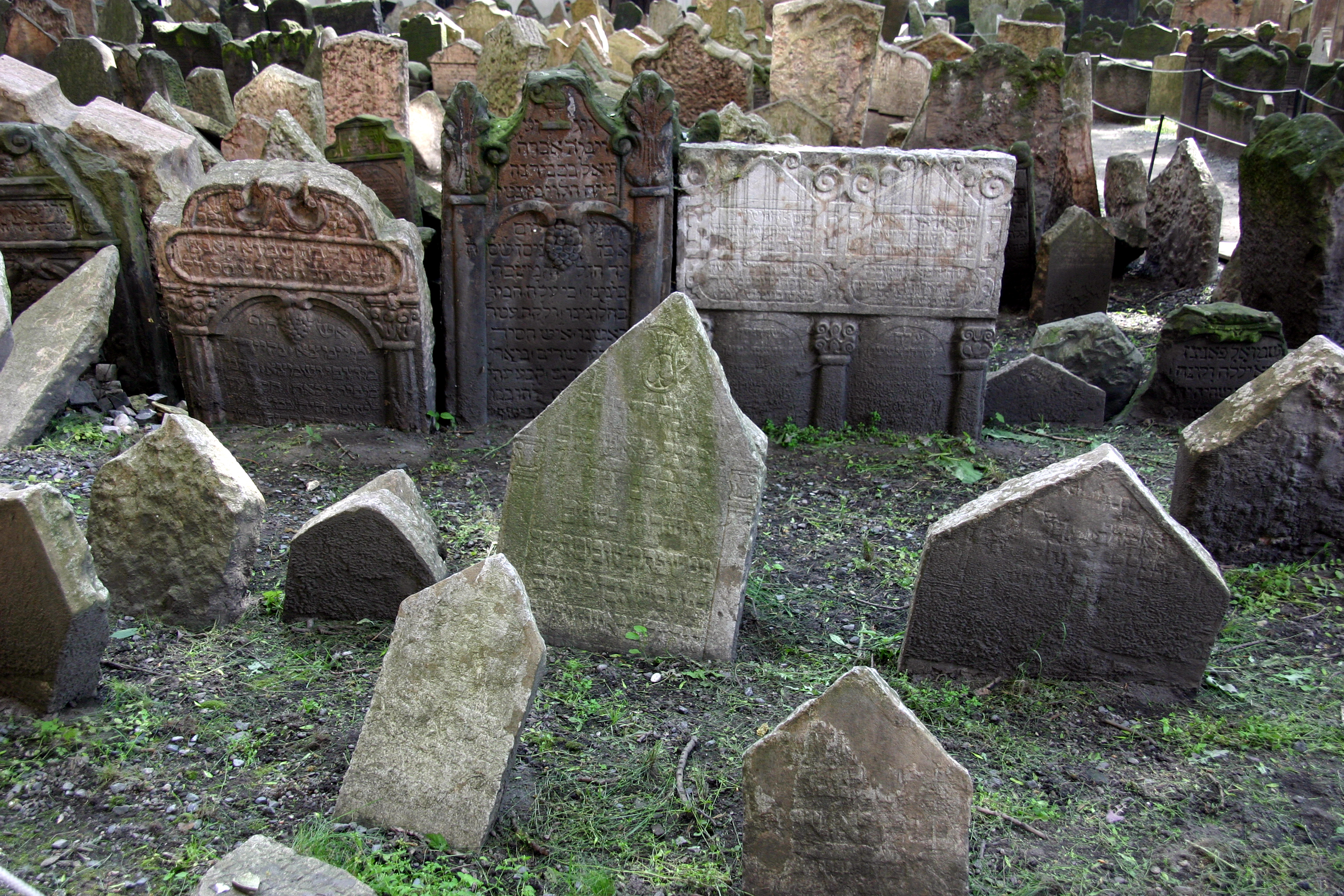